# Audi Quattro
O Audi Quattro foi um modelo de tração integral produzido pela Audi entre 1980 e 1991, visando principalmente a participação em ralis. É considerado o melhor carro de ralis da história automobilística. Foi um carro um pouco polêmico por ter tração integral, porque na época carros com tração 4x4 eram sinônimo de problemas, mas o Quattro mudou esse conceito, desenvolvendo uma tração integral que não dava problemas técnicos frequentes. Começou fazendo sucesso nos ralis, principalmente nas mãos de Stig Blomqvist. O primeiro título do Quattro foi no rali da Costa do Marfim, em 1984, com um temido motor de 420 cavalos de potência, que logo seria equipado com um poderoso turbocompressor, atingindo a impressionante potência de 509 cavalos. Para se qualificar para a categoria do Grupo B, apenas 220 unidades foram fabricadas, com pouquíssimas delas destinadas para o uso nas ruas, e todo o resto foi para o rali. Mas em 1985, os concorrentes começaram a produzir carros mais potentes para derrubar o Quattro nos ralis. Modelos como Peugeot 205 T16 (Evo 1 e Evo 2, esse ultimo em 86), MG 6R4, Ford RS200 (1985) e Lancia Delta S4 (1986), começaram a substituir o Quattro. Porém, todos os carros do grupo B foram banidos do rali após o acidente horrível sofrido por Henri Toivonen e Segio Cresto a bordo do Lancia Delta S4 no tradicional Rally Tour de Corse na França em 1986 e por Attilio Bettega e Maurizio Perissinot em 1985 a bordo do já ultrapassado Lancia Beta Montecarlo "037". Foi ali, então, que o Quattro saiu de linha.

## Rally San Remo
Foi ao volante de um Quattro que Michèle Mouton se tornou na primeira mulher a vencer o Rali de Portugal, na sua 23º edição (5–10 de outubro de 1981).

## Ashes to Ashes

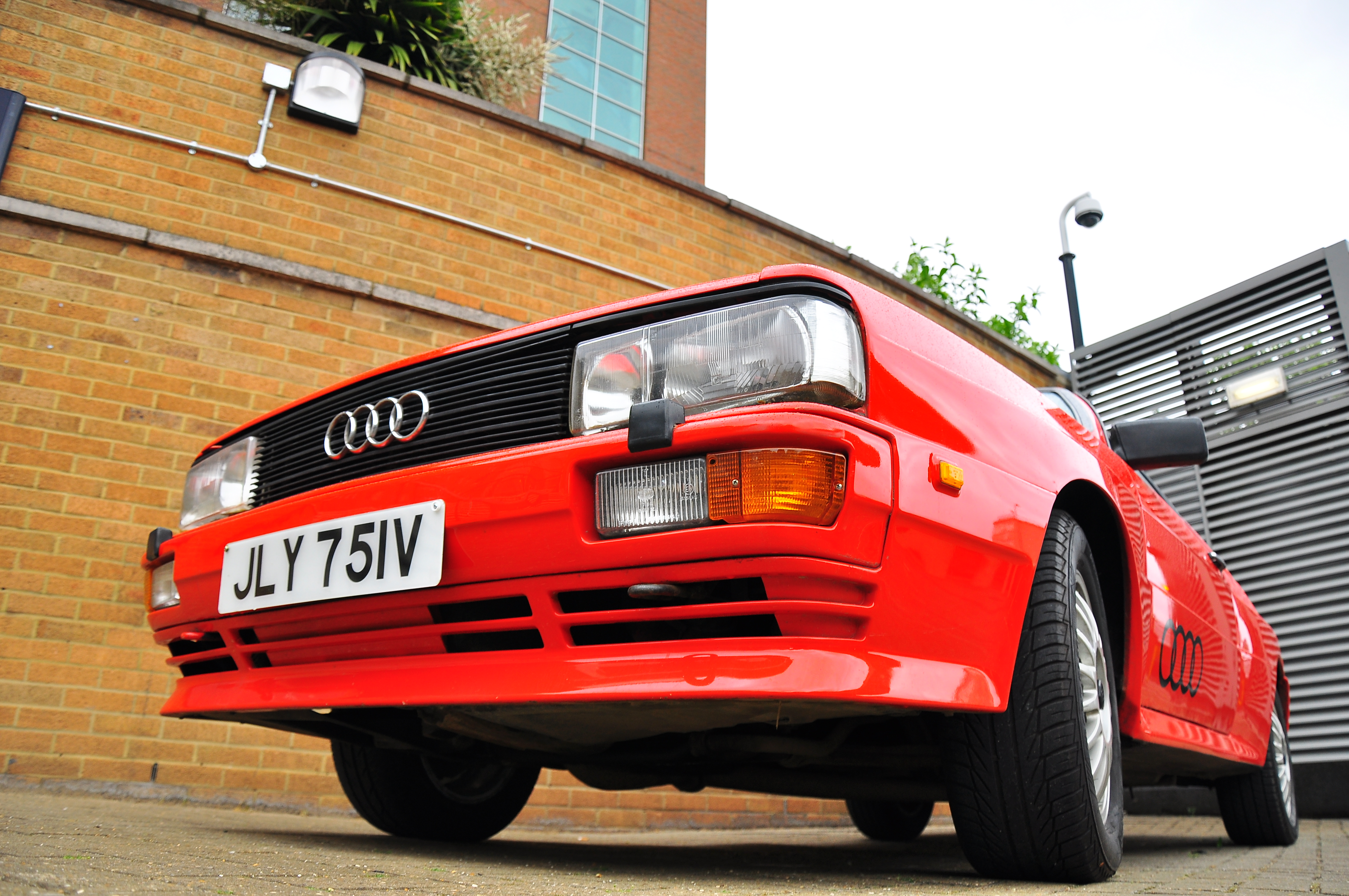
O Audi Quatro de Gene Hunt no estacionamento da BBC Television Centre

O Quattro é mais conhecido por aparecer na série policial britânica Ashes to Ashes, em que um Audi Quattro B3 1983 da cor vermelho é o carro dos protagonistas, aparecendo em quase todos os episódios. Apesar de que em um dos episódios o carro leva pequenos danos.